# Liste der Stolpersteine in Paris

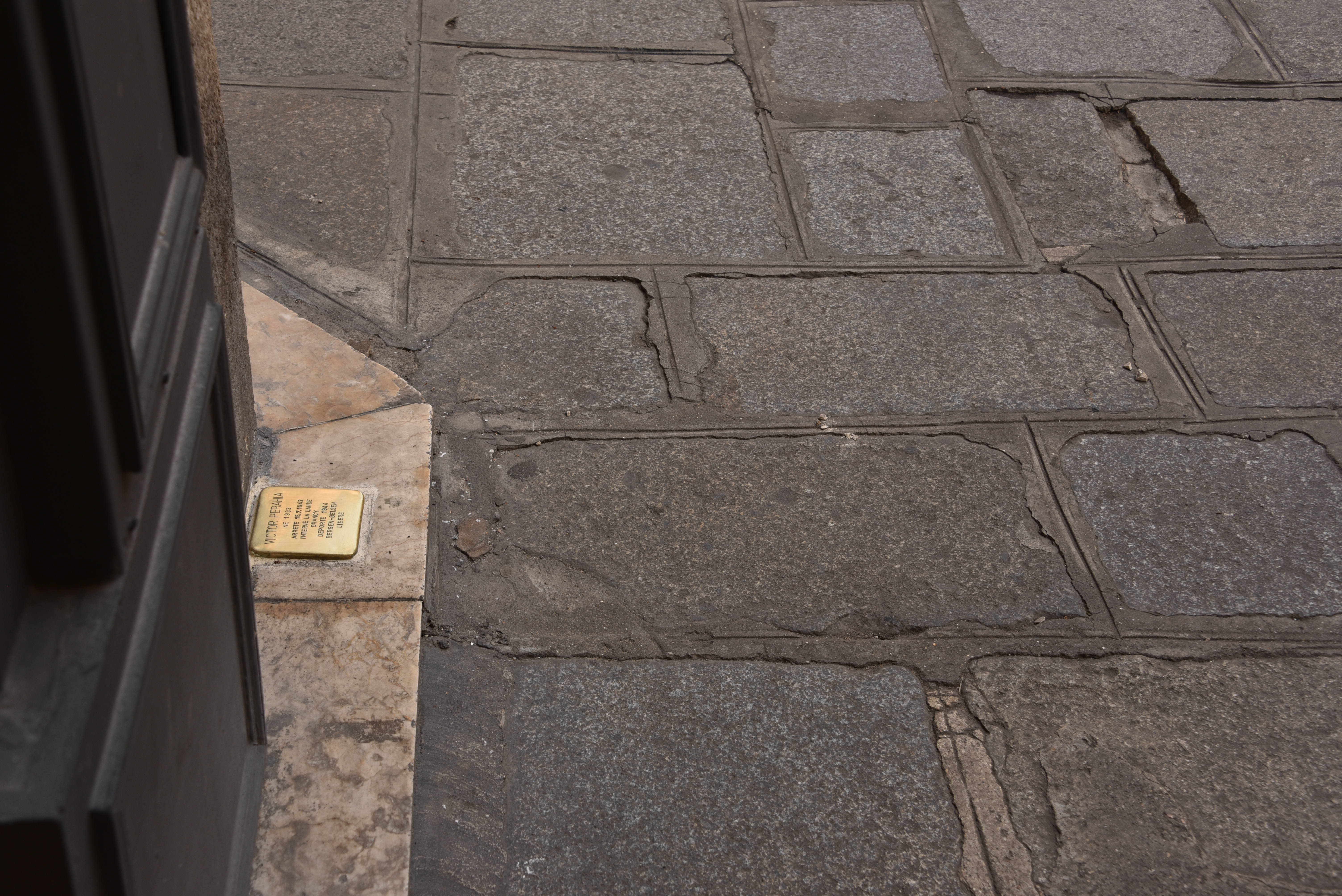
Der erste Stolperstein von Paris auf privatem Grund

Die Liste der Stolpersteine in Paris umfasst die Stolpersteine, die vom deutschen Künstler Gunter Demnig in Paris verlegt wurden. Sie erinnern an das Schicksal der Menschen, die von den Nationalsozialisten ermordet, deportiert, vertrieben oder in den Suizid getrieben wurden, und liegen im Regelfall vor dem letzten selbstgewählten Wohnsitz des Opfers. Die Stolpersteine werden im französischen Sprachbereich zumeist pavés de mémoire genannt.
Der erste Stolperstein von Paris, gewidmet dem Zeitzeugen Victor Perahia, wurde am 20. Mai 2022 auf privatem Grund verlegt.

## Verlegte Stolpersteine
Es wurden acht Stolpersteine in sechs Straßen von Paris verlegt, alle auf Privatgrund.
| Stolperstein | Übersetzung | Verlegeort                     | Name, Leben |
| ------------ | --- | ------------------------------ | --- |
|              | HIER WOHNTE DAVID GRODNICKI GEBOREN 1890 VERHAFTET 19.7.1942 INTERNIERT DRANCY DEPORTIERT AUSCHWITZ ERMORDET 16.9.1942                                     | 1, rue Perrée 3ème             | David Grodnicki (1890–1942) |
|              | HIER WOHNTE RUYA GRODNICKI GEB. HEDZBERG 1893 VERHAFTET 19.7.1942 INTERNIERT DRANCY DEPORTIERT AUSCHWITZ ERMORDET 27.7.1942                                | 1, rue Perrée 3ème             | Ruya Grodnicki geb. Hedzberg (1893–1942) |
|              | VICTOR PERAHIA GEBOREN 1933 VERHAFTET 15.7.1942 INTERNIERT IN LA LANDE DRANCY DEPORTIERT 1944 BERGEN-BELSEN BEFREIT                                        | 24, Rue Dauphine 6ème          | Victor Perahia wurde am 4. April 1933 in Paris geboren. Er hat einen Bruder, Albert. Am 15. Juli 1942 wurde Victor Perahia zusammen mit seinen Eltern in Saint-Nazaire verhaftet und im Grand Seminaire in Angers festgehalten. Zwei Tage später wurde sein Vater direkt in das Vernichtungslager Auschwitz deportiert, Victor Perahia und seine Mutter wurden in das Lager La Lande de Monts überstellt und einige Wochen später, am 5. September 1942, in das Sammellager Drancy verlegt. Von dort erfolgt ihre Deportation in das KZ Bergen-Belsen. Als sich britischen Truppen dem Lager näherten, wurden beide mit knapp 2400 anderen Häftlingen in einen Zug gesteckt, ursprüngliches Ziel war das KZ Theresienstadt, es kam zu einer Irrfahrt des Zuges durch noch unbesetzte Gebiete Deutschlands, schließlich hielt der Zug auf offener Strecke in der Nähe von Tröbitz an, am 23. April 1945 wurden sie von der Russischen Armee gefunden und aus den Waggons befreit. 200 waren bis dahin gestorben, hunderte weiterer sollten an Typhus sterben. Auch Victor Perahia litt an Typhus, überlebte jedoch. Mit seiner Mutter ging er zurück nach Paris, wo sie im Hôtel Lutétia unterkamen. Perahia erkrankte dann auch noch an Tuberkulose. Mit 20 Jahren heiratete er Rosette, das Paar bekam eine Tochter und einen Sohn. Perahia wurde Kunsthändler. Bruder und Großmutter konnten die Shoah überleben, Vater und Großvater wurden in Auschwitz ermordet. Victor Perahia hat ein Buch über seine Erlebnisse veröffentlicht, Mon enfance volée (Meine gestohlene Kindheit). Bei der Verlegung des Stolpersteines, der ihm gewidmet ist und der vor der Galerie Perahia verlegt wurde, war er persönlich anwesend. |
|              | HIER WOHNTE ABRAHAM PFEFER GEBOREN 1868 VERHAFTET 11.2.1943 INTERNIERT DRANCY DEPORTIERT AUSCHWITZ ERMORDET 7.3.1943                                       | 7, rue Geoffroy-l'Angevin 4ème | Abraham Pfefer (1868–1943) |
|              | HIER WOHNTE CHAJA RAJCHGOD GENANNT HELENE GEB. GRODNICKI 1921 VERHAFTET 5.8.1942 INTERNIERT ORLEANS, PITHIVIERS DEPORTIERT AUSCHWITZ ERMORDET 12.8.1942    | 81, rue du Temple 3ème         | Chaja Rajchgod geb. Grodnicki, genannt Helene (1921–1942) |
|              | HIER WOHNTE DANIEL RAJCHGOD GEBOREN 1925 VERHAFTET 5.8.1942 INTERNIERT ORLEANS, PITHIVIERS DEPORTIERT AUSCHWITZ ERMORDET 8.10.1942                         | 24, rue Rambuteau 3ème         | Daniel Rajchgod (1925–1942) |
|              | HIER WOHNTE HERSZ RAJCHGOD GENANNT HENRI GEB. GRODNICKI 1921 VERHAFTET 5.8.1942 INTERNIERT ORLEANS, PITHIVIERS DEPORTIERT 1942 ERMORDET 7.1.1943 AUSCHWITZ | 81, rue du Temple 3ème         | Hersz Rajchgod, genannt Henri (1921–1943) |
|              | HIER WOHNTE ANNA SCHWARTZ GEBOREN 1922 VERHAFTET 30.9.1942 INTERNIERT DRANCY DEPORTIERT AUSCHWITZ ERMORDET 5.10.1942                                       | 23, rue d’Enghien 10ième       | Anna Schwartz (1922–1942) |

## Verlegung

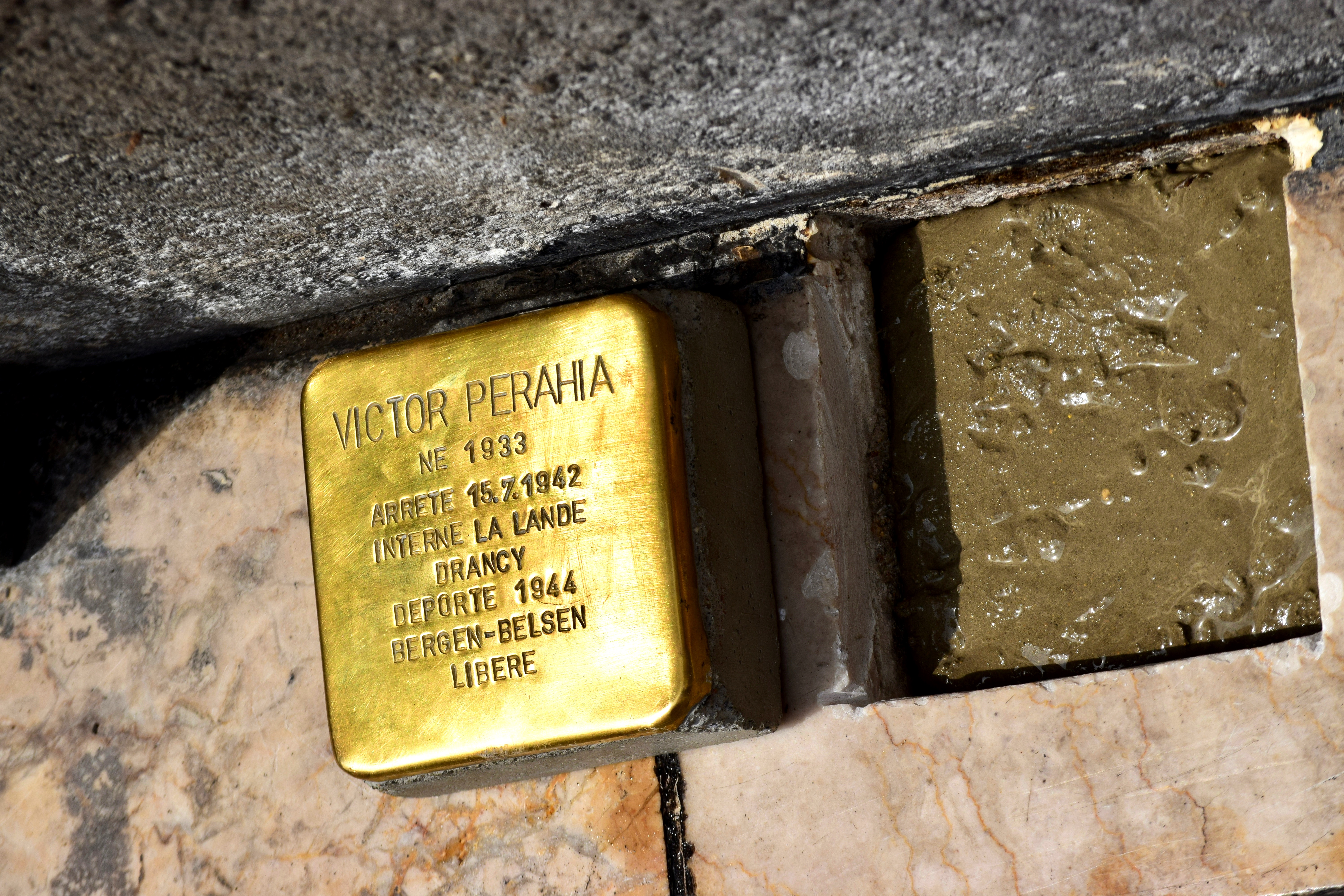
Stolperstein von Victor Pérahia kurz vor Verlegung, Foto von Kader Benamer

Die Stadt Paris verweigert bisher die Verlegung von Stolpersteinen und hat alle Anträge abgelehnt, daher wurde am 20. Mai 2022 der Stolperstein für Victor Perahia auf privatem Grund verlegt. Auch die weiteren Stolpersteine, verlegt am 9. April 2023, am 26. April 2023 (Anna Schwartz) sowie am 24. November 2024 (Abraham Pfefer), wurden auf privatem Grund verlegt.